# 샘 리버스 (베이스 기타 연주자)
새뮤얼 로버트 리버스 (Samuel Robert Rivers, 1977년 9월 2일 ~ )는 림프 비즈킷의 베이시스트이다.